# Anthene godeffroyi
Anthene godeffroyi är en fjärilsart som beskrevs av Semper 1879. Anthene godeffroyi ingår i släktet Anthene och familjen juvelvingar. Inga underarter finns listade i Catalogue of Life.